# チェコの議会
チェコ共和国議会（チェコきょうわこくぎかい、チェコ語: Parlament České republiky）は、チェコ共和国の立法府である。

## 概要
首都のプラハに置かれている。両院制でいずれも直接選挙で選出されている。下院に相当する代議院 (Poslanecká sněmovna) は上院に相当する元老院 (Senát) よりも優越的な権限を持っている。
議会は議院内閣制のもとで権限を行使している。議会は法案の審議と採択、憲法改正、国際合意の承認を行い、必要であるときは戦争状態の宣言、領内への外国軍の駐留や国外へのチェコ軍の派兵を承認する。また両院は合同会議で大統領を選出する。

## 歴史
チェコの現在の議会制度はハプスブルク君主国の時代にまでさかのぼり、1861年にオーストリア帝国で帝国議会 (Reichsrat; Říšská rada) が設置されたことによる。
1918年にチェコスロバキアが独立を宣言した後は、チェコスロバキア人民会議が帝国議会とボヘミア、モラヴィア、シレジアの各議会から立法権を継承した。第二共和政期（1938-1939年）、および1945年から1990年までにかけて、非民主的な体制の下で議会は存在してきた。1968年の連邦国家への改組を受けて、チェコ社会主義共和国とスロバキア社会主義共和国でそれぞれ国民議会が設置された。
代議院は連邦期のチェコの議会であったチェコ国民議会を継承した一方で、元老院はチェコスロバキア第一共和政期にならって、1996年に設置された。